# Équipe cycliste Marc
L'équipe cycliste Marc est une équipe cycliste professionnelle belge créée en 1978 et disparue à l'issue de la saison 1980. Elle portait le nom de Marc Zeepcentrale-Superia en 1978, puis Marc Zeep Savon-Superia en 1979 et Marc-Carlos-V.R.D.-Woningbouw en 1980.

## Victoires

### 1980
| 1 mars | Circuit Het Nieuwsblad | Belgique | Joseph Bruyère |